# Die Wiedererlangung des Herrn
Die Wiedererlangung des Herrn (chinesisch 主的恢復 / 主的恢复, Pinyin zhǔ de huīfù, englisch The Lord’s Recovery) ist ein auf Watchman Nee und Witness Lee zurückgehender theologischer Begriff. Er bezeichnet sowohl eine Strömung in der chinesischen Hauskirchenbewegung als auch grundlegende theologische Aussagen dieser für den chinesischen Protestantismus wichtigen Strömung. Mit „Wiedererlangung“ wird der Anspruch bezeichnet, unter anderem in den local churches urchristliche Wahrheiten rückgewonnen zu haben, die seit dem 1. Jahrhundert aufgrund des Niedergangs der (urchristlichen) Gemeinde verloren gegangen seien. Weitere „Wiedererlangungen“ verbinden Nee und Lee mit der Reformation seit Martin Luther. Die zugehörigen Ideen waren für die Entwicklung eines eigenständigen chinesischen Protestantismus und dessen landesweiten Zusammenhalt von Bedeutung.

## Hintergrund
Die chinesischen Protestanten begannen erst zu Beginn des 20. Jahrhunderts größere Missionserfolge zu erzielen, insbesondere in Henan und Hunan. Um der Verfolgung durch Nationalisten und Vertreter eines rationalistischen Weltbilds etwas entgegenzusetzen, bemühten sie sich um eine Sinisierung des Christentums. Watchman Nees evangelikale Gemeindegründungen, die sich in den 1920er Jahren in ganz China verbreiteten, waren von einer durchaus ausländerfeindlichen Haltung geprägt. Die Wiedererlangungstheologie gilt als Ausdrucksform eines spezifisch chinesischen Protestantismus und einer Tradition der heimlichen, vom offiziellen Drei-Selbst-Kirchensystem abgesetzten christlichen Praxis. In Whenzhou ist sie eng mit christlichen Unternehmern verbunden, die die lokalen Hausgemeinden unterstützen und fördern. 
Die Wiedererlangungstheologie betont die Einheit „der Gemeinde“ über Provinz- und Regionalgrenzen hinweg. Formal und theologisch bestehen Parallelen zur Brüderbewegung, zur charismatischen Bewegung – weshalb ihre Anhänger auch als Shouter („Brüller“) bezeichnet werden – und in geringerem Ausmaß auch zur Pfingstbewegung. Sie ist jedoch heterodoxer und wurde 1995 vom Regime als Sekte verboten; auch die herkömmlichen Kirchengemeinden beäugen sie misstrauisch. Die Wiedererlangungstheologie hat über China hinaus gewirkt.
Die zugehörige Bibelübersetzung, die Wiedererlangungsversion, ist in China verboten. 2002 wurde kurz vor einem Staatsbesuch von George W. Bush in China ein Geschäftsmann aus Hongkong verhaftet, Li Guangqiang, der mehrere Tausend der Bibeln nach China hatte schmuggeln wollen. Dabei waren nicht die Bibeltexte als solche umstritten, sondern die umfangreichen Kommentare Lees, die andere Konfessionen teilweise massiv angreifen.

## Das Prinzip der Wiedererlangung
Witness Lee lehrte, dass Gott beständig „vorangehe“, um etwas aufzubauen. Wenn es von Satan beschädigt werde, gehe Gott ein zweites Mal voran, um „wiederzuerlangen“, was verloren gegangen sei. Dies sei zuerst in der Schöpfung geschehen. Nachdem Gott am Anfang Himmel und Erde geschaffen habe (Gen 1,1 ), sei die Erde „wüst und leer“ (Gen 1,2 ) geworden, was anzeige, dass etwas von der ursprünglichen Schöpfung verloren gegangen sei. In sechs Tagen seien Himmel und Erde dann „wiedererlangt“ worden, indem „Gott Sich über der Oberfläche der Wasser bewegte“. Ebenso sei der jüdische Tempel von Salomo gebaut, dann zerstört und anschließend „wiedererlangt“ worden, als der jüdische Überrest von Babylon nach Jerusalem zurückkehrte (vgl. die Bücher Esra und Nehemia).

## Geschichtlicher Überblick
Laut Lee gab es zwar auch schon vor der Reformation „Wiedererlangungen“, aber die „Wiedererlangung des Herrn“ beginne hauptsächlich mit Martin Luthers Lehre von der Rechtfertigung allein durch Glauben. Sie setze sich mit den Täufern fort, die diejenigen tauften, die durch Glauben gerechtfertigt waren, mit Johannes Calvin, auf den die Presbyterianische Kirche zurückgeht, Philipp Jakob Spener, der seine Nachfolger in die Praxis von 1 Kor 14  einführte, Christian David, Nikolaus Ludwig von Zinzendorf und den Mährischen Brüdern, die als erste weltweit zu evangelisieren begannen, und weiteren Vorläufern. Nee und Lee betrachteten sich als Nutznießer dieser „Wiedererlangungen“ und glaubten, dass sie ein Teil ihrer Fortsetzung seien.
Andere, die als Teil der „Wiedererlangung des Herrn“ betrachtet werden, sind Johann Arndt, Theodore Austin-Sparks, Bernhard von Clairvaux, Jakob Böhme, Peter Böhler, Bruder Lorenz (mit bürgerlichem Namen: Nicholas Herman), George Henry Lang, Dwight Lyman Moody, Charles Haddon Spurgeon, William Tyndale, John Wyclif, Aiden Wilson Tozer und viele andere.